# Sciobia escalerai
Sciobia escalerai är en insektsart som beskrevs av Bolívar, I. 1925. Sciobia escalerai ingår i släktet Sciobia och familjen syrsor. Inga underarter finns listade i Catalogue of Life.